# NGC 190
NGC 190 је спирална галаксија у сазвежђу Рибе која се налази на NGC листи објеката дубоког неба.
Деклинација објекта је + 7° 3' 44" а ректасцензија 0h 38m 54,7s. Привидна величина (магнитуда) објекта NGC 190 износи 14,0 а фотографска магнитуда 14,8. NGC 190 је још познат и под ознакама UGC 397, MCG 1-2-41, CGCG 409-51, DRCG 2-62, 3ZW 10, HCG 5A, PGC 2324.